# O'Sullivan
O'Sullivan (irlandese: Ó Súilleabháin), noti anche semplicemente come Sullivan, furono un clan gaelico irlandese che ha avuto un ruolo prominente in quelle che oggi sono le contee di Cork e Kerry. Il cognome è associato alla parte sud-occidentale dell'Irlanda e nacque nella contea di Tipperary prima dell'invasione anglo-normanna. È il terzo cognome più numeroso in Irlanda. A causa dell'emigrazione, è comune anche in Australia, Nord America e in Gran Bretagna.
Gli O'Sullivan sono la continuazione medievale e moderna dell'antico sisma Chaisil di Cenel Fíngin, essendo discendenti di Fíngen mac Áedo Duib, Re di Cashel o Munster dal 601 al 618. Sono quindi considerati di estrazione reale. Fedelmid mac Crimthainn (morto nel 847), il celebre re di Munster e quasi alto re d'Irlanda, fu l'ultimo re della linea Cenel Fíngin / O'Sullivan. Più tardi divennero i principi principali sotto i loro parenti stretti la dinastia MacCarthy nel piccolo ma potente Regno di Desmond, successore di Cashel / Munster.